# 서울 진관사 산신도
진관사 산신도(津寬寺 山神圖)는 서울특별시 은평구 진관외동에 위치한 진관사의 독성각에 봉안된 산신도이다. 2002년 3월 15일 서울특별시의 유형문화재 제149호로 지정되었다.

## 진관사
진관사는 고려 현종이, 왕위에 오르기 전 자신의 목숨을 구해준 진관조사의 은혜에 보답하기 위해 지은 절로서 조선시대에는 수륙재의 근본 도량이었다. 현재 대웅전과 명부전을 비롯해 홍제루, 동정각, 나한전, 독성각, 칠성각, 나가원, 객실 등의 건물이 있다.

## 산신도
이 산신도는 가로 약 68cm, 세로 약 1.1m 크기이며 세로로 긴 화면에 산신이 호랑이를 끼고 앉아 있는 모습을 가득 그렸다. 산신은 붉은 색의 옷을 입고 머리에는 망건을 두른 노인의 모습인데 왼손에는 파초선을 들고 오른손은 가슴 부근에 댄 채 비스듬히 호랑이에 기대앉은 자세를 하고 있다. 세밀하게 수염이 묘사된 산신의 얼굴은 마치 인자한 할아버지의 모습을 보는 듯하며 산신을 두르고 있는 호랑이는 해학적이며 익살스러워 민화의 호랑이를 연상시킨다. 밝은 진홍색의 채색과 녹색이 조화를 이루고 있으며 여기에 호랑이의 황색과 흰색 등이 어우러져 밝은 색감을 나타내고 있다.

## 지정 사유
이 불화는 현재 津寬寺 獨聖閣에 봉안된 山神圖로서 세로로 긴 화면에 산신이 호랑이를 끼고 앉아 있는 모습을 화면 가득 그렸다.
산신은 붉은 색의 옷을 입고 머리에는 망건을 두른 노인의 모습인데 왼손에는 파초선을 들고 오른손은 가슴 부근에 댄 채 비스듬히 호랑이에 기대앉은 자세를 취하고 있다. 세밀하게 수염이 묘사된 산신의 얼굴은 마치 인자한 할아버지의 모습을 보는 듯하며 산신을 두르고 있는 호랑이는 해학적이며 익살스러워 마치 민화의 호랑이를 연상시킨다. 밝은 진홍색의 채색과 녹색이 조화를 이루고 있으며 여기에 호랑이의 황색과 흰색 등이 어우러져 밝은 색감을 나타내고 있다. 畵記가 없어 제작연대와 화가 등을 알 수 없지만 진홍색의 채색과 호랑이의 표현 등으로 볼 때 19세기 말～20세기 초반경의 작품으로 추정된다.
일반적으로 山神圖의 배경으로 등장하는 山水 배경이 생략되고 山神과 호랑이만을 부각시켜 그린 대담하면서도 단순한 구도가 돋보이는 작품이다. 보존상태도 양호하다.

## 참고자료
- 서울 진관사 산신도 - 국가유산청 국가유산포털

 본 문서에는 서울특별시에서 지식공유 프로젝트를 통해 퍼블릭 도메인으로 공개한 저작물을 기초로 작성된 내용이 포함되어 있습니다.